# 牛心山

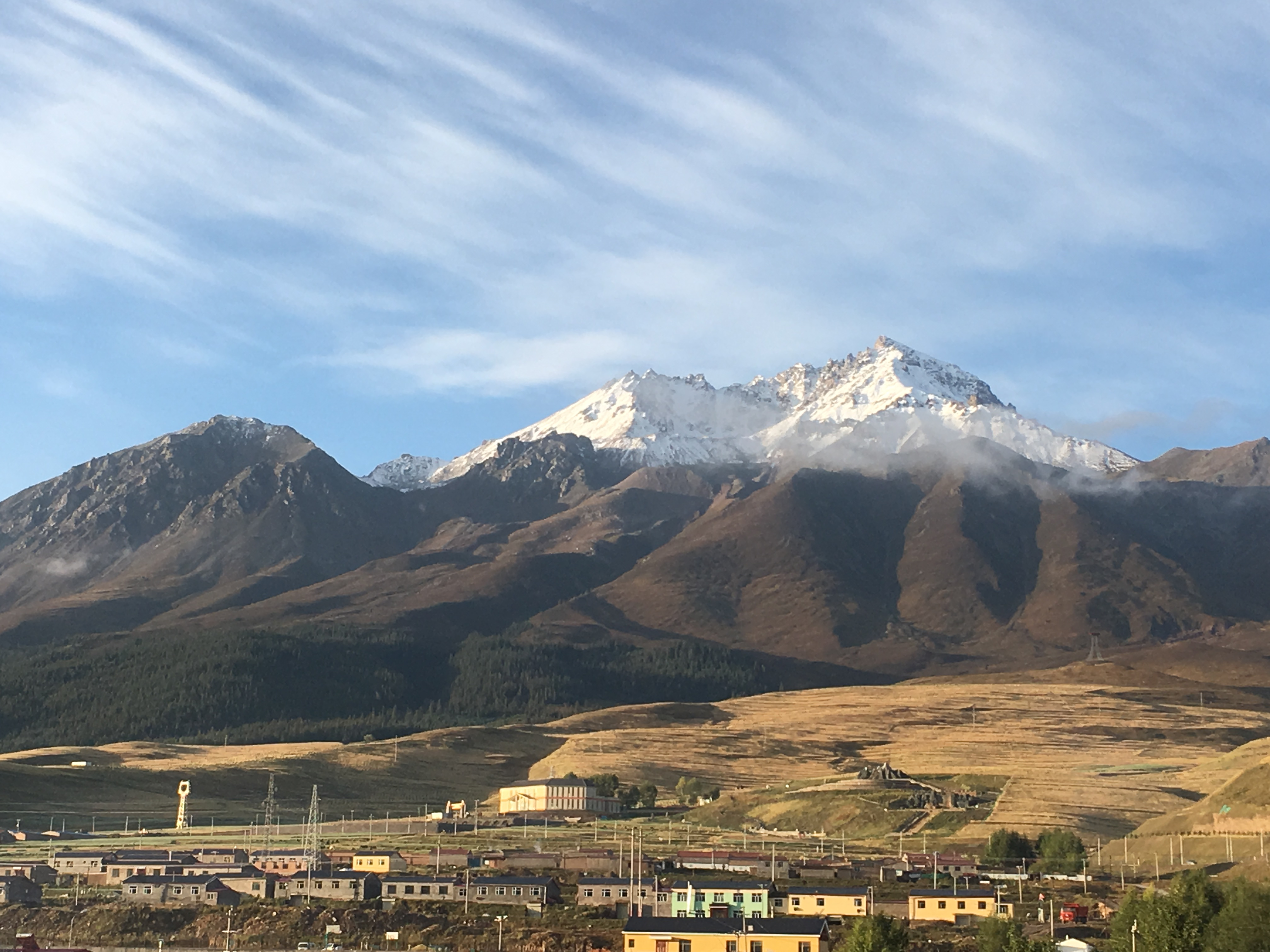

牛心山是中華人民共和國青海省海北藏族自治州祁连县八宝镇附近的一座山，海拔4667米。牛心山山顶積雪終年不化。每年7月至8月，牛心山有登山比赛。